# Kirmeer
Kirmeer ist eine Ortschaft in Leerhafe, einem Ortsteil der ostfriesischen Kreisstadt Wittmund. Sie liegt an der Kirmeerstraße, die südöstlich des Kernorts Leerhafe von der Kreisstraße 41 abzweigt und, nachdem sie Kirmeer passiert hat, wieder in die genannte Kreisstraße einmündet. Gegründet wurde Kirmeer im Zuge der Binnenkolonisation Ostfrieslands, die 1765 mit dem Urbarmachungsedikt des Preußenkönigs Friedrich II. begann. Die Anfänge Kirmeers liegen aber ca. 50 Jahr später.

## Name
Der Name des Wohnplatzes taucht zum ersten Mal 1823 im Statistischen Repertitorium über das Königreich Hannover auf. Der Namensteil Kir leitet sich vermutlich von einem ornithologischen Namen her. Im ostfriesischen-Niederdeutsch wird die Lachmöwe als Kier bezeichnet. Ein anderer Vogelname könnte sich ebenfalls hinter Kir verbergen: Der niederdeutsche Vogelname Kirre, der im Langeooger Gewässernamen Kirrenfeldschloot enthalten ist und Flussseeschwalbe bedeutet. Meer, der zweite Teil des Wohnplatznamens, verweist (wie in vielen anderen Ortsbezeichnungen auch) auf einen ehemaligen Binnensee.

## Geschichte

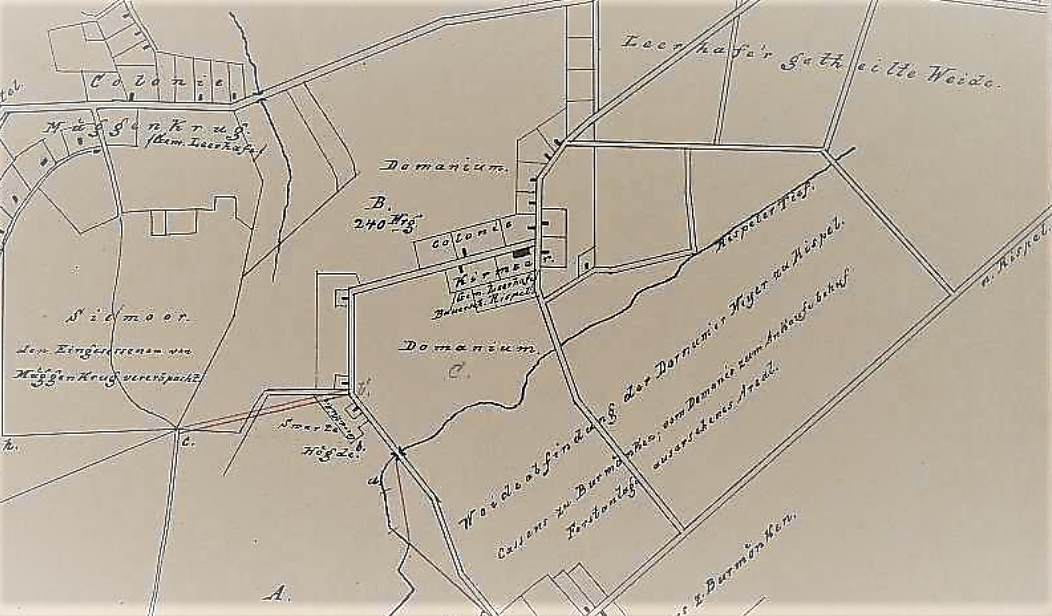
Lage der Ortschaft Kirmeer (Bildmitte) und ihrer Umgebung (um 1866)

Kirmeer ist eine im 19. Jahrhundert entstandene Siedlung, die in den ersten Jahrzehnten ihrer Existenz auch als „Colonie“ bezeichnet wurde. Sie liegt in einem seit der Bronzezeit besiedelten Gebiet, das vom Fernweg Oldenburg–Ostfriesland durchzogen wurde. Nach einem Abzweig, der über Rispel und Nobeiskrug in die Region um Jever führte, verlief er in nordwestlicher Richtung an der mittelalterlichen Steinsetzung Oll Gries vorbei über Rispelerhelmt, durch das spätere Kirmeerer Gebiet nach Ardorf. Dort verzweigte er sich in mehrere Wege, die unter anderem nach Esens, Aurich und Wittmund führten.

## Religion
Das für die evangelisch-lutherischen Christen Kirmeers zuständige Gotteshaus, die Cäcilien- und Margarethenkirche, befindet sich in Leerhafe. Mitglieder der römisch-katholischen Kirche werden geistlich durch die Pfarreiengemeinschaft Neuauwiewitt (Neustadtgödens – Aurich – Wiesmoor – Wittmund) betreut. Der für Kirmeer nächstgelegene katholische Gottesdienstort ist die Wittmunder St. Bonifatius-Kirche an der Bismarckstraße 5. Baptisten finden ihr „Bethaus“ in Jever, Elisabethufer 1.

## Verkehrsanbindung
Kirmeer verfügt über eine Haltestelle der Buslinie 341, die von der Firma Edzards Reisen, einem Mitgliedsunternehmen des Verkehrsverbundes Ems-Jade betrieben wird. Die Linie führt von der Stadt Wittmund, die über einen Bahnhof der NordWestBahn verfügt, über Isums, Leerhafe nach Wiesedermeer. Dort gibt es Umsteigemöglichkeiten nach Rispel sowie nach Friedeburg und Wiesmoor.

## Freizeit
An der Müggenkruger Straße befindet sich der Sportplatz Kirmeer. Er verfügt über eine Flutlichtanlage und bietet 500 Zuschauern Platz.